# Quelkhorn

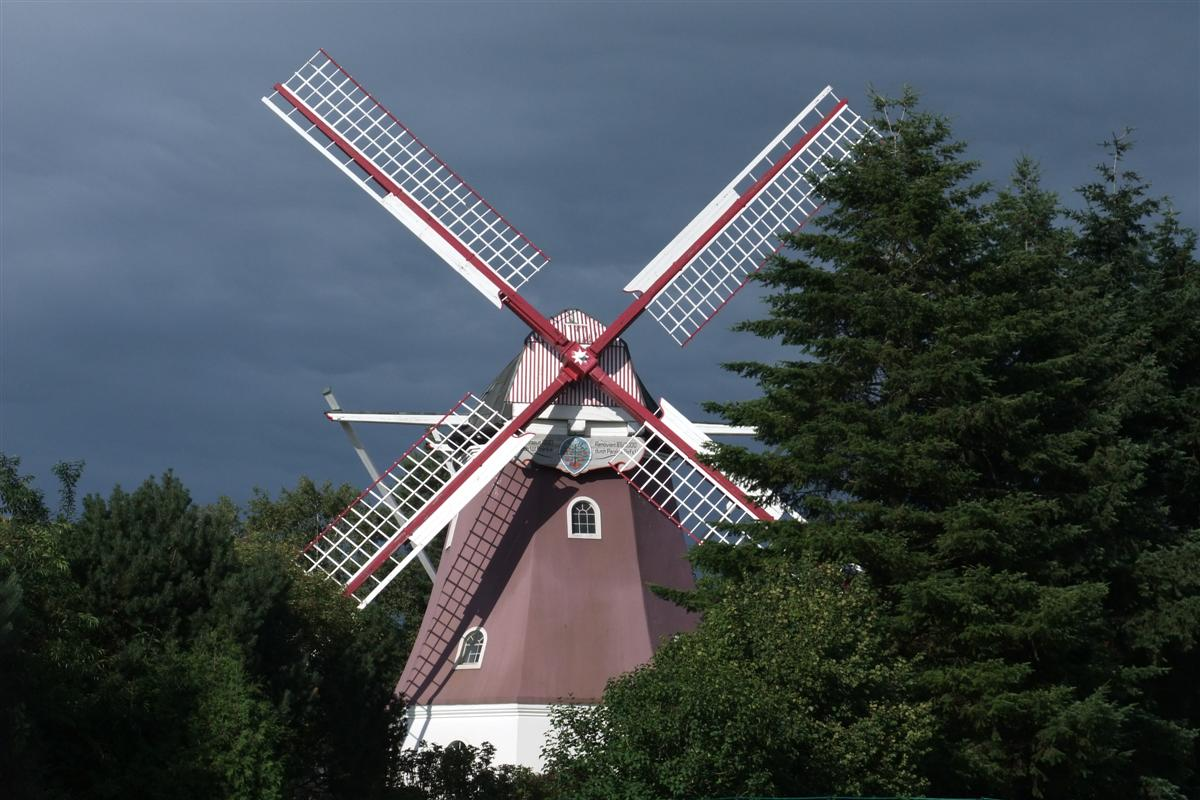
Quelkhorner Windmühle

Quelkhorn ist ein Ort im Landkreis Verden, Niedersachsen und gehört heute zur Gemeinde Ottersberg. Quelkhorn und die angrenzende Künstlerkolonie Fischerhude werden durch den Fluss Wümme voneinander getrennt.

## Geschichte
Archäologische Funde an Gräberfeldern zeugen von einer Siedlungstätigkeit in Quelkhorn bereits in der älteren Bronzezeit. 
Zugehörig zum Kirchspiel Wilstedt wurden Quelkhorn und Fischerhude als Besitzung des Klosters Rastede erstmals 1124 als Quilechorne und Widagheshude an der Wemmo urkundlich erwähnt. Später ging das Patronat der Kirche zu Wilstedt vom Rasteder Abt auf die Grafen von Oldenburg über und blieb bis ins 19. Jahrhundert im Besitz des Großherzogs von Oldenburg. 
Ein Teil von Quelkhorn, die Surheide, ist eine Wanderdüne am südlichen Hang des 29 Meter hohen Quelkhorner Berges bis zur Wümmeniederung, die in der ersten Hälfte des 19. Jahrhunderts durch Bepflanzung befestigt wurde. Die letzten freien Dünenflächen verschwanden zwischen 1970 und 1990. Die Surheide war Weide- und Viehplatz der Bauern. 
Wilhelmshausen war ein Ortsteil an der Landstraße nach Fischerhude. Die meisten Höfe dort entstanden nach dem großen Brand im Quelkhorner Zentrum in den 1920er Jahren. Das Wilhelmhaus war ein Gebäude mit Zollstation, an der Landstraße kurz vor der Wümme-Nordarmbrücke, wo unter anderem Waren von Fuhrwerken auf Boote umgeladen und dann auf der Wümme nach Bremen und Lilienthal transportiert wurden. 
Vor der Moorkolonisierung durch Jürgen Christian Findorff gab es das Fischerhuder Moorland an der Straße nach Lilienthal und das Quelkhorner Moorland parallel zum Wilstedter Kirchweg.
Das Fischerhuder Moorland wurde ganz abgebaut und in reines Weideland umgewandelt. Mittlerweile steht dort ein kleines Gewerbegebiet sowie der Sportplatz des örtlichen Fußballclubs.
Das Quelkhorner Moorland ist hingegen nur wenig abgebaut und wird wiedervernässt, entkusselt und renaturiert, um das ursprüngliche Hochmoor zu erhalten bzw. wiederzugewinnen. 
Mit der kommunalen Gebietsreform wurden 1968 die Ortschaften Fischerhude und Quelkhorn zusammengefasst. Am 1. Juli 1972 wurde Fischerhude in die Einheitsgemeinde Flecken Ottersberg eingegliedert.

## Wappen
Das Wappen Quelkhorns zeigt die Erdholländer Windmühle aus dem Jahre 1880, die auf dem heutigen Gelände des Parzival-Hofes auf dem Mühlenberg steht. Diese ist auch im Wappen des Schützenvereins Quelkhorn zu finden.

## Vereine
- Schützenverein (Am Schießstand in der Surheide – Rodelberg)
- Reit- und Fahrgemeinschaft (RFG-Fischerhude)
- Reitverein (Trifte)
- TSV Fischerhude-Quelkhorn – Turn und Sportverein entstanden aus der Fusion der beiden Vereine TSV Fischerhude und FC Quelkhorn
- Freiwillige Feuerwehr Fischerhude-Quelkhorn

## Persönlichkeiten
Töchter und Söhne des Ortes:
- Heinrich Peper (1902–1984), NSDAP-Politiker

Weitere Persönlichkeiten mit Bezug zum Ort:
- Otto Modersohn (1865–1943), Landschaftsmaler und Mitbegründer der Künstlerkolonie Worpswede
- Sophie Gallwitz (1873–1948), Schriftstellerin
- Richard Jansen (1878–1941), Architekt
- Rolf Speckmann (1918–1995), Politiker (FDP), Senator in Bremen und Bankkaufmann
- Hille Darjes (1943–2018), Schauspielerin und Hörspiel- und Hörbuchsprecherin
- Manfred Schaefer (1943–2023), australischer Fußballspieler und -trainer
- Sven Schomacker (* 1973), Politiker (Piratenpartei)
- Lennard Bertzbach (* 1988), Schauspieler, Musiker und Sänger